# HMS Dalriada
Le HMS Dalriada est un établissement terrestre de formation  de la Royal Navy, situé à Govan, en Écosse au Royaume-Uni.

## Historique
Le HMS Dalriada a été créé en 1965 en tant qu'unité de quartier général de la Royal Naval Reserve pour Greenock et le Firth of Clyde, en Écosse, et occupait à l'origine d'anciens bâtiments de défense aérienne à la périphérie d'Inverkip. Il y est resté jusqu'en 1982, date à laquelle l'unité a déménagé dans les bâtiments de la marine à Greenock, sur le site de l'ancienne batterie de canons de Fort Matilda (en).
Dalriada a été nommé d'après le royaume gaélique Dál Riata du VIe – VIIe siècle dans lequel se trouve le Greenock moderne. L'insigne de Dalriada est la tête de sanglier du Clan Campbell (qui occupait le territoire de l'ancien royaume de Dál Riata au Haut Moyen Âge) avec un torque celtique et surmonté d'une couronne. Les lettres R N R entourent l'appareil et le tout est enfermé dans un losange surmonté à son tour d'une plaque portant le nom DALRIADA et au-dessus de celle-ci la couronne navale.
La principale unité RNR à Glasgow et dans l'ouest de l'Écosse était, depuis 1903, le HMS Graham (Clyde Division RNR) basé à Whitefield Rd à Govan. Celle-ci a fermé au bénéfice du HMS Dalriada.
Les membres du HMS Dalriada participent souvent à des cérémonies organisées par la ville de Glasgow, souvent aux côtés de leurs homologues réguliers du HMNB Clyde. Lors des Jeux du Commonwealth de 2014, Dalriada a fourni du personnel pour compléter l'opération de sécurité de la Police Scotland. De nombreux membres de l'unité ont également pris part à des cérémonies de levée de drapeau et de remise de médailles dans le cadre de l'événement.